# Арсентьев, Владимир Иванович
Владимир Иванович Арсентьев (27 июля 1897; Кронштадт, Российская империя — 13 марта 1983; неизвестно) — советский актёр театра и кино, мастер эпизодических ролей, снялся во многим советских фильмах.

## Биография
Родился 27 июля 1897 года в Кронштадте, в семье отца, который служил экономом Коммерческого собрания и матери домашней хозяйки, воспитывающей двух детей.
В возрасте семи лет, Арсентьев пошёл учиться в приготовительную школу. В возрасте десяти лет перешёл в Кронштадтскую мужскую гимназию, которую окончил в 1918 году. После гимназии поступил и стал учиться в Петроградском технологическом институте, но проучился недолго, так как юноша был призван в ряды Красной армии. Четыре года проходил службу в качестве стрелка в Кронштадтском караульном полку, а после демобилизации в 1921 году пошел работать. Позже, в 1923 году поступил в 1-й Петроградский художественный техникум, совмещая учёбу с работой. В 1927 году получил диплом артиста драмы и посвятил дальнейшую жизнь сцене, ведь его долгие годы привлекало актёрское искусство. Много играл ролей в театрах, поступал из одного в другой, был связан с кинофабрикой «Совкино», работал у них гримёром, являлся разнорабочим.
Ушёл из жизни 13 марта 1983 года в Советском Союзе.

## Личная жизнь
Был женат, имелся в семье общий сын.

## Фильмография
- 1956 — Дорога правды — Востриков
- 1957 — Дорогой бессмертия — эпизод
- 1957 — Смерть Пазухина — слуга Фурначёва
- 1958 — Отцы и дети — Прокофьич
- 1960 — Дама с собачкой — эпизод
- 1961 — ВасилийДокучаев — эпизод
- 1965 — Понедельник начинается в субботу — эпизод
- 1966 — Ты приходи к нам, приходи… — эпизод
- 1968 — Живой труп — помощник судебного следователя
- 1968 — Последние дни — лакей
- 1969 — Экзамен на чин — экзаменатор
- 1970 — Судьба резидента — эпизод
- 1972 — Иван, третий сын — Старинушка
- 1977 — Открытая книга (вторая серия) — эпизод
- 1979 — Соловей — эпизод
- 1981 — Дело Артамоновых — эпизод

## Оценочные мнения и критика
- Киновед Алексей Тремасов рассказал о том, что с самого начала творческой деятельности зарекомендовал себя своеобразным актёром с интересными фактурными данными. Его театральные работы показали склонность к острой характерности, внешней выразительности, но не выдвинули его в число ведущих артистов. Помешали этому со слов киноведа скромность актёра и наличие более активных коллег, быстро завоевавших доверие режиссёров и внимание зрителей[1].
- По мнению киноведа Тремасова, в труппе был идеальный артист на эпизодические роли. Таковым он и оставался до момента ухода на пенсию[1].
- Тремасов поведал о том, что у Арсентьева была своеобразная фактура актёра, которая как нельзя кстати подошла под образы кротких старичков[1].